# Сигетсентмиклош
Сигетсентмиклош (венг. Szigetszentmiklós) — город в центральной части Венгрии, в медье Пешт. Население — 26 662 человека (2005). Впервые упоминается в 1264 году, а статус города ему присвоен в 1986 году.

## Население
| Год  | Численность | Численность |
| ---- | ----------- | ----------- |
| 2013 | 34 714      | [ 2 ]       |
| 2014 | 35 090      | [ 3 ]       |
| 2021 | 40 519      | [ 4 ]       |
| 2022 | 40 679      | [ 5 ]       |
| 2023 | 39 954      | [ 6 ]       |
| 2024 | 40 069      | [ 1 ]       |

## Города-побратимы
- Sveti Martin na Muri[вд], Хорватия
- Буско-Здруй, Польша
- Георгени, Румыния
- Горна-Оряховица, Болгария
- Кочани, Северная Македония
- Спеккия, Италия
- Хаукипудас, Финляндия
- Штайнхайм, Германия